# Karst de Shilin
El bosque de Piedra o Shilin (en chino, 石林; pinyin, Shílín) es un conjunto notable de formaciones calizas ubicadas en el Condado Shilin, en la provincia de Yunnan, República Popular de China, aproximadamente a 86 km  de Kunming, la capital provincial. Las altas rocas parecen surgir del suelo como si fueran estalagmitas y muchas parecen árboles petrificados que en conjunto crean la ilusión de un bosque hecho de piedra. Desde 2007 dos partes del sitio, el bosque de piedra de Naigu (乃古石林) y la aldea de Suogeyi (所各邑村), han sido declarados Patrimonio de la Humanidad de la Unesco como parte de los Karst de China meridional.

## Características
El área panorámica nacional de Shilin (昆明市石林风景区) protege un área de 350 km² y está dividida en siete áreas panorámicas de la siguiente manera:
- Bosques de piedra Mayor y Menor (大、小石林), también conocido como bosque de piedra de Lizijing (李子菁石林)
- Bosque de piedra de Naigu (乃古石林)
- Lago Chang (长湖, literalmente Lago Largo)
- Lago Yue (月湖, literalmente Lago de la Luna)
- Cueva de Zhiyun (芝云洞)
- Cascada Dadie (大叠水)
- Cueva Qifeng (奇峰洞)

Se cree que estos karst, provocadas por la disolución de la caliza, tienen unos 270 millones de años de antigüedad. Son una atracción tanto para turistas extranjeros como domésticos gracias a los autobuses turísticos que parten de Kumming. La zona dispone igualmente de gran cantidad de hoteles.

## Cultura
Según la leyenda, el bosque es el lugar de nacimiento de Ashima (阿诗玛), una bella muchacha yi. Tras enamorarse se le prohibió casarse con el pretendiente elegido y en vez de eso se convirtió en piedra en el bosque que aún lleva su nombre. Cada año, el 24º día del sexto mes lunar, muchos miembros del pueblo yi celebran el Festival de la Antorcha (火把节 Huǒbă Jié), en el que se llevan a cabo bailes folclóricos y competiciones de lucha.